# ۶ ربیع‌الاول
۶ ربیع‌الاول، ششمین روز از ماه ربیع‌الاول در تقویم هجری قمری است.
در تقویم هجری قمری قراردادی این روز شصت و پنجمین روز سال است.

## زادگان
- ۶۰۴ - مولوی

جلال الدين محمد بلخى(مولانا)